# 機動戦士ガンダムU.C.HARD GRAPH 鉄の駻馬
『機動戦士ガンダムU.C.HARD GRAPH 鉄の駻馬』（きどうせんしガンダム ユーシーハードグラフ てつのかんば）は、夏元雅人作画、今西隆志監修の漫画作品。原作は富野由悠季。原案は矢立肇。単行本は全2巻。

## 概要
角川書店の漫画雑誌『月刊ガンダムエース』2011年10月号と11月号に予告編を掲載し、2011年12月号から2012年12月号まで連載された。連載開始前の仮タイトルは「鉄馬の咆哮」だった。
プラモデルシリーズ「U.C.ハードグラフ」を題材にした作品で、テレビアニメ『機動戦士ガンダム』の第14話「時間よとまれ」に登場するRX-78-2 ガンダムを苦戦させたジオン公国軍の兵士・クワラン曹長らを主人公に据え、一年戦争前半を舞台とした908機動偵察中隊第二小隊が生きて宇宙へ帰るために戦う様子を描く。作中では該当の第14話そのものは描かれず、単行本第2巻収録のエピローグに第14話の最後でクワランらの取った行動を描いている。
なお、連載時に第0話として掲載された「地上降下作戦」は、単行本収録の際にプロローグが追加され、第1話になっている。また、第2巻にはエピローグが描き下ろされている。

## 登場人物
第908機動偵察中隊
クワラン
第二小隊の隊長。特別編成分隊（威力偵察部隊）の隊長も務める。

ソル
クワランの副官。情報部志望で兵学校においてクワランの1年後輩。階級は伍長。

ギャル
ザクIIの操縦を担当する。中隊の他のMSおよびパイロットは登場しない。

ルルー・ベル・キャメロン
中隊長（作中では「司令」と呼称されている）。女性。階級は大尉。
キャメロン家はダイクン派で、ラル家に加担したこともあるため、軍部では冷遇されている。
終盤で作戦失敗の責を負わされ更迭、ジオン本国へ送還となるが、地球連邦がMS配備を始めたことを知り、最後の手向けとしてワッパによる対MS戦の訓練（MS-06Jとワッパの模擬戦）を実施する。クワラン達はこの模擬戦で第14話で用いた吸着時限爆弾の策を思いつくことになる。
ティア・フロステル
オペレーター。女性。階級は伍長。アリの観察が趣味。
第二小隊 隊員
ゲオルグ
サイド2のコロニー「アイランド・イフィッシュ」出身の元傭兵で射撃の名手。階級は伍長。無口。
ベンパー伍長
ロムス上等兵
特別編成分隊 隊員
ハンス軍曹
クラウス
その他
メリル・キャメロン
キャメロン大尉の妹。階級は少尉。査察官で、表向きは慰問団として各部隊の内偵を行っている。

## 登場兵器
| ジオン公国軍 - ワッパ - MS-06J 陸戦型ザクII - HLV - ダブデ | 地球連邦軍 - ヘビィ・フォーク級陸上戦艦 - 61式戦車 - フライ・マンタ |

## 書籍情報
単行本は角川コミックス・エースより。
1. 2012年05月26日 ISBN 978-4-04-120286-9
2. 2012年12月26日 ISBN 978-4-04-120530-3